# Karankajärvi (sjö i Saarijärvi)
Karankajärvi är en sjö i Finland. Den ligger i kommunen Saarijärvi i landskapet Mellersta Finland, i den centrala delen av landet, 280 km norr om huvudstaden Helsingfors. Karankajärvi ligger 148,7 meter över havet. Den är 23 meter djup. Arean är 11,01 kvadratkilometer och strandlinjen är 46,08 kilometer lång. Sjön  ingår i Kymmene älvs huvudavrinningsområde.   I omgivningarna runt Karankajärvi växer i huvudsak blandskog. Den sträcker sig 12,4 kilometer i nord-sydlig riktning, och 4,6 kilometer i öst-västlig riktning.